# Љубица Јанковић
Љубица Јанковић (Алексинац, 14. јун 1894 — Београд, 3. мај 1974) била је српски етномузиколог, сарадник Етнографског института Српске академије наука и уметности и члан више међународних установа за изучавање народне културе. Са сестром Даницом издала је књигу „Народне игре” у осам томова. Оне су зачетнице српске етнокореологије. Цео живот су посветиле сакупљању и проучавању традиционалних игара, песама и обичаја. Њихов истраживачки и етнокореолошки рад обухвата игре из Србије, Војводине, Црне Горе, са Косова, из Босне и Херцеговине, Македоније, Хрватске, Далмације и одређених подручја Словеније.
Ујак им је био етнолог Тихомир Ђорђевић.

## Биографија
Љубица је дипломирала на Филозофском факултету, где је студирала Југословенску и упоредну књижевност, српски и грчки језик, српску историју. Године 1937. је у Етнографском музеју у Београду основала Архив о народним играма и од 1939. је водила Одељење за музички фолклор. Тада је систематски прикупљала терминолошко-енциклопедијску и библиографску грађу о народним играма и музици. У Београду у својој кући је одржавала и курсеве народних игара. Високо се истицала у домаћим научним круговима, нарочито откад је изабрана за дописног члана САНУ.

## Дела
Најобухватнија збирка, резултат бројних истраживања, састоји се из осам књига под заједничким називом Народне игре, које су издаване од 1934. до 1964. године. Сестре Љубица и Даница су написале и девету књигу, али она није издата. Свака од ових књига садржи вредне теоријске расправе, записе игара и мелодија и црно-беле фотографије. Осим тога, написале су бројне радове разматрајући битне проблеме етнокореологије: структуру игара, типове игара, записивање игара, однос игре и музике, стил и технику играња, обредне игре, психолошке основе играња, улогу жене у игри, начин сакупљања игара на терену, васпитну улогу и чување игара итд. Њихови етнокореолошки радови су терминолошки јасни, лако читљиви, прецизни и наменски писани за ширу публику. И начин записивања игара, систем који су саме засновале, прилагођен је сваком кориснику, јер је писан речима (дескриптивно). Њихове расправе и студије засноване на сопственом систему биле су веома запажене у свету и издаване у бројним страним зборницима и часописима.